# Юрково (Пермский край)
Юрково — село в Большесосновском районе Пермского края. Входит в состав Большесосновского сельского поселения. Четвёртый крупнейший населённый пункт района.

## Географическое положение
Расположен на берегах реки Юрковка (левый приток реки Соснова), примерно в 10 км к северу от районного центра, села Большая Соснова.

## Население
| 2010 |
| ---- |
| 416  |

## Улицы[2]
- Заречная ул.
- Зелёная ул.
- Полевая ул.
- Посадская ул.
- Совхозный пер.
- Трудовая ул.
- Школьная ул.

## Топографические карты
- Лист карты O-40-74 Очёр. Масштаб: 1 : 100 000. Состояние местности на 1983 год. Издание 1984 г.